# كلارا بارلو
كلارا بارلو (بالإنجليزية: Klara Barlow)‏ هي مغنية أوبرا ومغنية وأستاذة جامعية أمريكية، ولدت في 28 يوليو 1928 في بروكلين في الولايات المتحدة، وتوفيت في 20 يناير 2008 في نيويورك في الولايات المتحدة.